# Petko Sirakow
Petko Atanassow Sirakow (bulgarisch Петко Атанасов Сираков; * 16. Februar 1929 in Waltschi Dol, Oblast Warna; † 8. April 1996 in Sofia) war ein bulgarischer Ringer. Er war Weltmeister 1957 im freien Stil und Gewinner der Silbermedaille im griech.-röm. Stil bei den Olympischen Spielen 1956, jeweils im Halbschwergewicht.

## Werdegang
Petko Sirakow begann Ende der 1940er Jahre mit dem Ringen. Bereits ab 1950 gehörte er zu den  besten bulgarischen Ringern. Der bulgarische Ringersport befand sich in jenen Jahren in der Aufbauphase. Petko Sirakow war Sportstudent und Angehöriger von Akademisk Sofia. Schon 1951 trat er auf der internationalen Ringermatte in Erscheinung, als er in Länderkämpfen den Tschechoslowaken Zábranský besiegte, gegen Herbert Albrecht aus der DDR aber verlor.
An den internationalen Ringermeisterschaften beteiligte sich der bulgarische Ringerverband erst seit 1955. Bei der Weltmeisterschaft 1955 in Karlsruhe war aber Petko Sirakow nicht dabei. Er absolvierte bei den Olympischen Spielen 1956 in Melbourne sein Debüt. Dabei gelang ihm gleich ein glänzender Start bei seiner internationalen Karriere, denn er gewann im griech.-römischen Stil im Halbschwergewicht die Silbermedaille. Auf dem Weg dorthin besiegte er u. a. Adil Atan aus der Türkei und den Olympiasieger von 1948 Karl-Erik Nilsson aus Schweden. Im Kampf um die Goldmedaille unterlag er dem sowjetischen Ringer Walentin Nikolajew.
Petko Sirakow war einer der wenigen Ringer, die noch in beiden Ringstilen antraten. Deshalb war er auch 1957 bei der Weltmeisterschaft in Istanbul im freien Stil am Start. In Istanbul feierte er den größten Erfolg seiner Laufbahn. Er hatte dabei allerdings sehr viel Glück mit der Auslosung, denn er gewann bei dieser Weltmeisterschaft nur einen Kampf, den gegen İsmet Atlı aus der Türkei. Gegen Boris Kulajew aus der Sowjetunion und gegen György Gurics aus Ungarn rang er Unentschieden. In der 3. und in der 5. Runde hatte er Freilos, d. h., er brauchte in diesen Runden nicht ringen und konnte somit auch keine Fehlpunkte sammeln. Seine Konkurrenten hatten kein solches Glück und kassierten reichlich Fehlpunkte. Nach der 5. Runde war deshalb nur noch Petko Sirakow in der Konkurrenz und damit Weltmeister. 
Bei der Weltmeisterschaft 1958 un Budapest im griech.-röm. Stil verfehlte er mit dem 4. Platz im Halbschwergewicht knapp eine Medaille. Ausschlaggebend dafür waren ein Unentschieden gegen Rostom Abaschidse aus der UdSSR und Niederlagen gegen György Gurics und Rune Jansson aus Schweden.
Ein letztesmal war Petko Sirakow bei einer Weltmeisterschaft im Jahre 1959 in Teheran am Start. Im freien Stil wurde er dabei Vize-Weltmeister im Halbschwergewicht. Er verlor dabei im Endkampf gegen den Iraner Gholamreza Takhti.
Überraschenderweise war Petko Sirakow bei den Olympischen Spielen 1960 in Rom nicht mehr am Start. Ende 1959 hatte er seine internationale Ringerkarriere beendet. Er war danach viele Jahre lang als Cheftrainer der bulgarischen Ringernationalmannschaft tätig und für unzählige große Erfolge der bulgarischen Ringer in jenen Jahren mitverantwortlich.
Er war der Vater des bulgarischen Fußballnationalspielers Nasko Sirakow.

## Internationale Erfolge
(OS = Olympische Spiele, WM = Weltmeisterschaft, GR = griech.-röm. Stil, F = freier Stil, Hs = Halbschwergewicht, damals bis 87 kg Körpergewicht)
- 1956, 2. Platz, Weltcup in Istanbul, GR, Hs, mit Siegen über Adelmo Bulgarelli, Italien, Gyula Kovács, Ungarn u. Adil Atan, Türkei u. einer Niederlage gegen Arkadi Tkatschow, UdSSR;

- 1956, Silbermedaille, OS in Melbourne, GR, Hs, mit Siegen über Dale Thomas, USA, Adil Atan,  Karl-Erik Nilsson, Schweden u. Robert Steckle, Kanada u. einer Niederlage gegen Walentin Nikolajew, UdSSR;

- 1957, 1. Platz, WM in Istanbul, F, Hs, mit einem Sieg über İsmet Atlı, Türkei u. Unentschieden gegen Boris Kulajew, UdSSR u. György Gurics, Ungarn;

- 1958, 4. Platz, Weltcup in Sofia, F, Hs, hinter Anatoli Albul, UdSSR, Gholamreza Takhti, Iran u. Karabacak, Türkei, vor Dieter Rauchbach, DDR;

- 1958, 4. Platz, WM in Budapest, GR, Hs, mit Siegen über Necati Morgül, Türkei u. Evangelos Frankiadakis, Griechenland, einem Unentschieden gegen Rostom Abaschidse, UdSSR u. Niederlagen gegen György Gurics u. Rune Jansson, Schweden;

- 1959, 2. Platz, WM in Teheran, F, Hs, mit Siegen über Tawfik Baha, Irak, Hermanus Van Zyl, Südafrika, Maurice Jaquel, Frankreich u. Bekir Büke, Türkei u. einer Niederlage gegen Gholamreza Takhti